# 지루 (지질학)

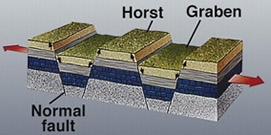
지구와 지루 그리고 단층

지루(地壘, Horst)는 지구물리학 분야에서 평행한 단층들과 경계한 상승한 단층 블록이다. 상승한 블록은 지구 지각의 일부이며 양측의 땅이 가라앉을 동안 안정적으로 남아 있는 부분이다.
프랑스의 보주산맥과 독일의 검은숲은 지루의 좋은 예이다.

## 같이 보기
- 단층지괴
- 지구 (지질학)
- 고원